# Архангельская, Вера Константиновна
Ве́ра Константи́новна Арха́нгельская (15 июля 1923, с. Хоненёвка, Саратовская губерния — 26 марта 2006, Саратов) — советский и российский литературовед, фольклорист и краевед, кандидат филологических наук (1952), доцент (1958), с 1995 года — профессор СГУ им. Н. Г. Чернышевского, с 1981 — заведующая кабинетом-лабораторией фольклора имени Т. М. Акимовой кафедры истории русской литературы и фольклора филологического факультета СГУ им. Н. Г. Чернышевского, не раз избиралась депутатом районного и городского Советов депутатов трудящихся, была членом исполкома районного Совета. Член Ученого совета музея Н. Г. Чернышевского и ЗНБ СГУ. Была учёным секретарем диссертационного совета по присуждению учёной степени доктора филологических наук при СГУ им. Н. Г. Чернышевского. В разные годы преподавала в Саратовском институте повышения квалификации и переподготовки работников образования и читала лекции в саратовском отделении Общества «Знание».

## Биография
Жила и училась в городе Петровске. Росла в семье учителей. Её мама, Нина Дмитриевна (урождённая Покровская), была учительницей начальных классов, на её долю выпали немалые испытания, связанные с судьбой мужа, Константина Петровича Архангельского. Отец Веры Константиновны был незаурядным педагогом, руководил (директор) школой № 6 г. Петровска, преподавал на рабфаке; был организатором детского дома; участвовал в движении по ликвидации неграмотности в Саратовской области; работал как корреспондент газеты «Петровская коммуна».
Во время гражданской войны Константин Петрович служил заместителем начальника штаба полка Двадцать седьмой стрелковой дивизии под командованием В. К. Путны. Демобилизовался он с должности адъютанта Саратовского полка. Константин Петрович называл себя «беспартийным большевиком», а более всего ценил свой учительский труд (преподавал, в основном, математику и русский язык). Арест Константина Петровича в 1937 г., третий по счету, осуждение по печально известной 58.10 статье и ссылка были для близких большим потрясением, и долгое время всеми владело убеждение, что произошедшая ошибка будет исправлена и правда восстановлена. Однако это случилось только в 1957 г. (отец Веры Константиновны был реабилитирован уже посмертно, умер в начале 1943 г.). Вскоре была уволена из школы мама В. К. Архангельской за «связь с мужем — врагом народа», оставлена без средств существования с тремя детьми на руках. После вмешательства Н. К. Крупской, которой было направлено письмо с описанием произошедшего, последовало её требование о немедленном восстановлении петровской учительницы на прежнем месте.
Арест отца был не только потрясением для В. К. Архангельской, но и мерилом её смелости и нравственной стойкости. Всю свою жизнь она отстаивала его честное имя, что вызывало негативную реакцию со стороны «властных структур» разного уровня: «приглашали» и к начальнику Петровского отдела НКВД (впервые, когда ей было 14 лет), приходилось давать устные и письменные объяснения, в том числе за нежелание отказаться от отца. Эти события очень долго аукались в её судьбе, вплоть до конца 1950-х годов.
Училась в школе успешно. С детства интересовалась биологией и поэтому первоначальным желанием было поступление в год окончания (1941 г.) ею средней школы в Куйбышевский сельскохозяйственный институт. С началом войны в Куйбышеве оставили только старшекурсников. Все иногородние вынуждены были разъехаться по домам. По возвращении в Петровск Вера Константиновна пошла работать на Петровскую МТС нормировщицей. В (1942 г.) поступила на заочное отделение историко-филологического факультета СГУ, сделав уже обдуманный выбор. В (1943 г.) перешла на первый курс очного отделения, чтобы полностью прослушать его программу. В годы учёбы в университете поступила в спецсеминар Татьяны Михайловны Акимовой. После окончания вуза (1948) Вера Константиновна поступила в аспирантуру к Ю. Г. Оксману.
Темой диссертации, которую предложила Т. М. Акимова, стала «Повесть о детстве» писателя-земляка Ф. В. Гладкова. Т. М. Акимова сориентировала молодого исследователя на собирание и осмысление фольклорно-этнографических элементов, лежащих в основе этого автобиографического произведения. Изучение их источников и функций в повести определило научную новизну диссертации, которая была защищена не без трудностей в 1952 г. Работать на кафедру истории русской литературы и фольклора филологического факультета СГУ им. Н. Г. Чернышевского Архангельскую пригласил Евграф Иванович Покусаев. В 1953 г. старший преподаватель, с 1958 г. — доцент, с 1995 г. — профессор кафедры.

## Научная и преподавательская деятельность
В сферу научных интересов В. К. Архангельской входили:
- Устное народное поэтическое творчество;
- История древнерусской литературы;
- История русской литературы XIX—XX веков;
- История русской поэзии XIX—XX веков;
- Вопросы творчества Ф. В. Гладкова;
- Вопросы творчества В. Г. Короленко;
- Взаимодействие литературы и фольклора;
- Краеведение;
- Этнография;
- Проблемы филологического образования.

В разные годы Вера Константиновна Архангельская читала курсы лекций по устному народному творчеству, русскому фольклору, истории древнерусской литературы, литературному краеведению, специальные курсы «Творчество В. Г. Короленко и русская литература», «Сказки Пушкина», «Ф. В. Гладков и русская литература». Под её руководством на филологическом факультете работал спецсеминар «Устное народное творчество» и кружок по фольклористике.
Архангельская В. К. — автор ряда научных работ. Под её редакцией издавались сборники научных трудов «Кабинет фольклора» (два выпуска, 2003 и 2005 гг.). Она была членом редколлегии межвузовского научного сборника «Фольклор народов РСФСР/России» (1974—1993) и издания Министерства культуры Саратовской области  «Саратовский вестник».
В. К. Архангельской принадлежат предисловия и примечания к книгам А. П. Скафтымова, Т. М. Акимовой, А. Н. Минха, П. Н. Петрова, статьи в авторитетных изданиях Академии наук, например, Института русской литературы Пушкинский Дом — «Русский фольклор», Института мировой литературы имени Горького — «Литературное наследство» и др. Из-под её пера в соавторстве с В. А. Бахтиной и Т. М. Акимовой вышла книга, рекомендованная для вузов страны, «Русское народное поэтическое творчество»(М.: Высшая школа, 1983).
Многие годы В. К. Архангельская была организатором и руководителем фольклорных экспедиций в Пошехонье (Талдомский район Московской области), Карабиху, Тарханы, Спасское-Лутовиново, Вилюйск, Ясную Поляну, нижегородское Григорово, села Саратовской области. Ею были подготовлены несколько изданий сборников «Саратовские частушки» (1958, 1961, 1968, 1994). Вера Константиновна была первым исследователем, опубликовавшим монографическую работу о беллетристах-народниках как этнографах «Очерки народнической фольклористики» (Саратов, 1976). Монографические работы В. К. Архангельской снискали высокую оценку коллег по исследовательскому цеху не только в России, но и за рубежом. Ряд исследований Архангельской стали составными частями электронных коллекций университетов США и Европы. Совместно с Т. М. Акимовой изданы: «Революционная песня в Саратовском Поволжье: очерки исторического развития» (Саратов, 1967), «Песни, сказки, частушки Саратовского Поволжья» (Саратов, 1969). Работа «Народническая беллетристика» была высоко оценена коллегами и вошла в академическое издание «Русская литература и фольклор: (конец XIX века)» (Л., 1987. С. 195—274).

## Культурно-просветительская деятельность
Вера Константиновна Архангельская выступала с лекциями и беседами в саратовских школах, библиотеках, музеях. Была неизменным участником и соорганизатором заседаний Саратовского областного центра народного творчества, деятельным участником, научным консультантом и соорганизатором Научных конференций и других мероприятий, посвященных краеведению, фольклористике и этнографии Саратовского государственного областного музея краеведения и его филиала музея этнографии.